# Biserica de lemn din Lunca Frumoasă
Biserica de lemn din Lunca Frumoasă, comuna Pârscov, județul Buzău, datează din anul 1884 . Are hramul „Sfântul Nicolae”. Biserica se află pe noua listă a monumentelor istorice sub codul LMI:  BZ-II-a-B-02422.

## Imagini

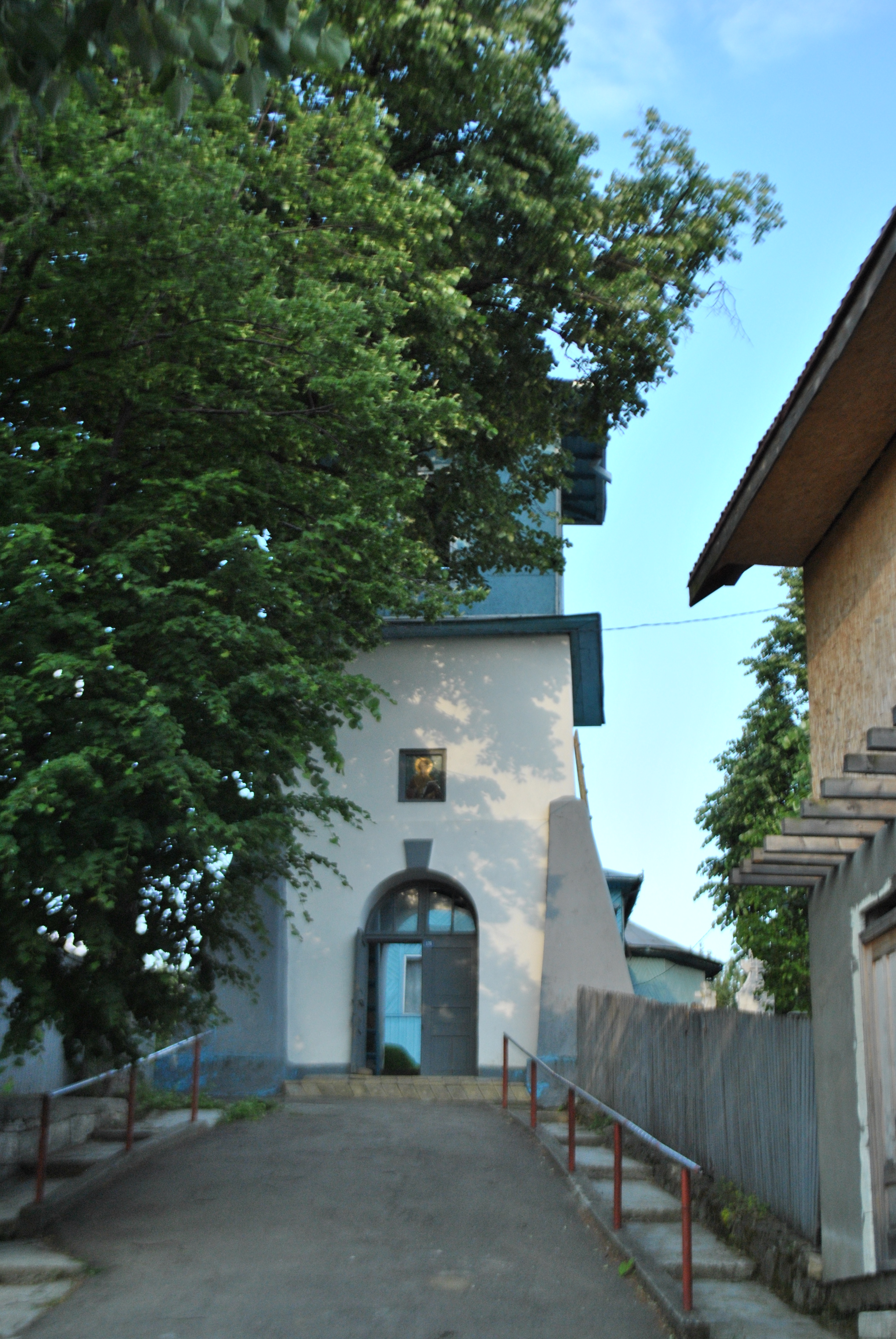
Clopotniţa bisericii